# گراس ولی (نوادا)
گراس ولی (به انگلیسی: Grass Valley) یک منطقهٔ مسکونی در ایالات متحده آمریکا است که در نوادا واقع شده‌است. گراس ولی ۸۹٫۴ کیلومتر مربع مساحت و ۱٬۱۶۱ نفر جمعیت دارد و ۱٬۳۳۸ متر بالاتر از سطح دریا واقع شده‌است.